# Лезевич Володимир
Володимир Лезевич (Volodymyr Lezevyc) — гіпотетичний український перекладач, що в період десь з кінця XIX — на початку XX ст. здійснив переклад Корану українською мовою, латинським шрифтом. Ані особа перекладача, ані місце знаходження рукопису наразі не встановлені.
Відомості про існування перекладу Корану Лезевича вперше навів Мухаммад Хамідулла в своєму «Списку перекладів Корану», опублікованому в 1959 році в додатку до французького перекладу Корану, друге видання — 1966, базуючись, імовірно, на усних відомостях українських емігрантів. В пізніших виданнях списку (1981, 1989) згадку про переклад Лезевича було видалено. Спроби віднайти рукопис й встановити особу автора, підстав ототожнювати якого з Володимиром Лесевичем не достатньо, наразі тривають. Проте згадку щодо перекладу Корану українською саме Володимиром Лезевичем також подає у своїй книзі «Історична реконструкція Корану» (2011 р.) відомий індонезійський коранознавець Тауфік Аднан Амаль. Крім цього, відомості щодо часткового перекладу Корану Володимиром Лезевичем є в Енциклопедії Корану.